# Alan Brooke, 1. Viscount Alanbrooke

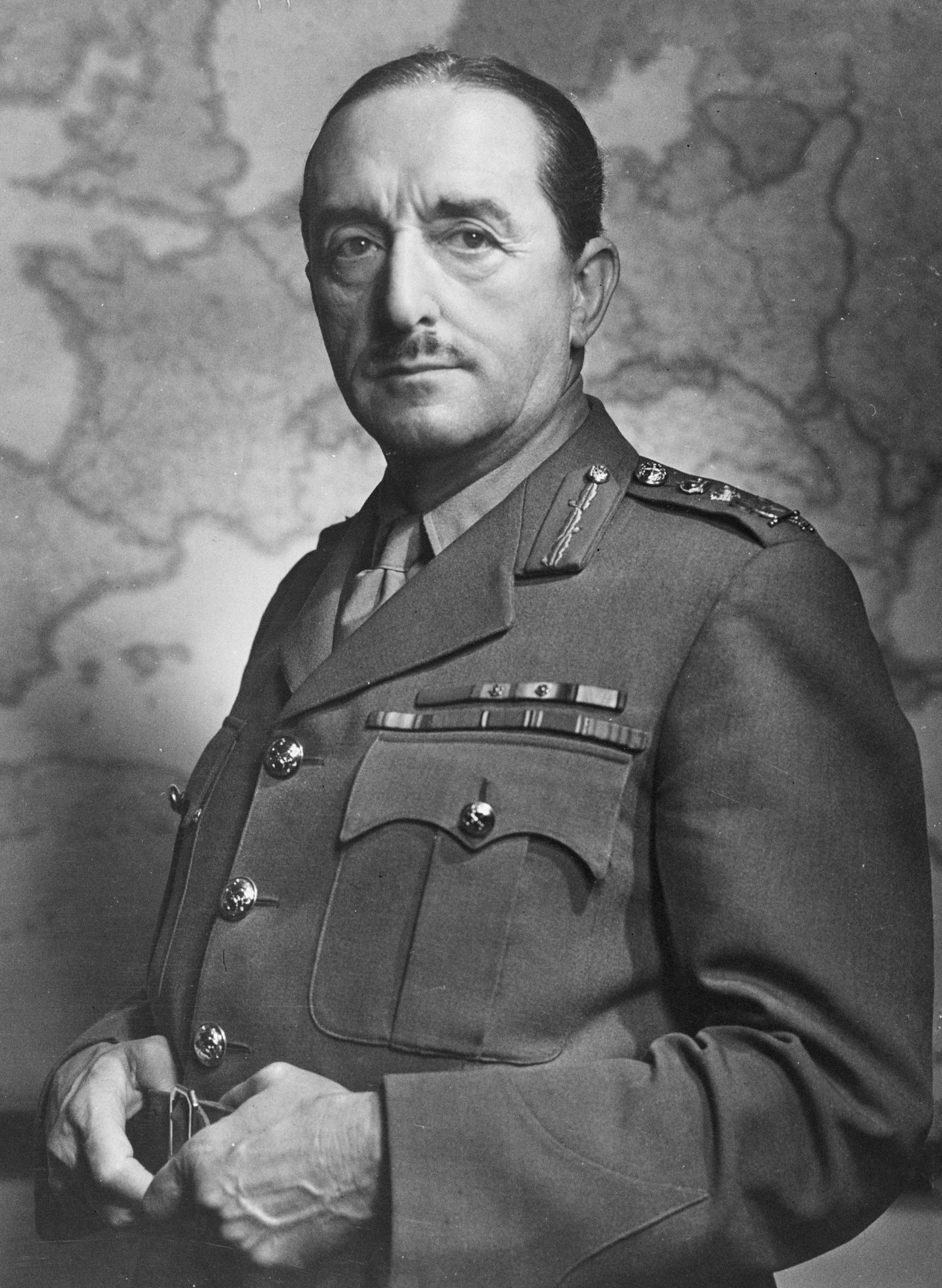
Lord Alanbrooke (1947)

Alan Francis Brooke, 1. Viscount Alanbrooke KG, GCB, OM, GCVO, DSO (* 23. Juli 1883 in Bagnères-de-Bigorre, Frankreich; † 17. Juni 1963 in Ferney Close, Hartley Wintney, Hants) war ein britischer Feldmarschall während des Zweiten Weltkriegs.

## Leben
Er war der siebte und jüngste Sohn des britischen Naturforschers Sir Victor Brooke, 3. Baronet (1843–1891) aus dessen Ehe mit Alice Bellingham.
Nach seiner Schulzeit besuchte er die Royal Military Academy Woolwich und trat anschließend in die British Army ein. Er kämpfte im Ersten Weltkrieg und wurde sechsmal mentioned in despatches.
Zu Kriegsbeginn kommandierte er das II. Korps, das Teil der British Expeditionary Force (BEF) in Frankreich war. Bei Evakuierung der britischen Truppen über Dünkirchen (Operation Dynamo) war er einer der verantwortlichen Einheitenführer. 
1940 wurde Brooke zum Oberbefehlshaber der britischen Home Forces ernannt. 1941 folgte die Ernennung zum Chief of the Imperial General Staff (Chef des Generalstabs der Armee) und zum Vorsitzenden des Chiefs of Staff Committee. Brooke war in diesen Funktionen der wichtigste militärische Berater von Churchill, des Kriegskabinetts und der britischen Verbündeten. Das Angebot, den Oberbefehl über die britischen Truppen in Nordafrika zu übernehmen, schlug Brooke aus, um -wie er sagte- zu verhindern, dass Churchill das Land in unsinnige militärische Abenteuer führt.
Am 18. September 1945 wurde er mit dem Titel Baron Alanbrooke, of Brookeborough in the County of Fermanagh, in den erblichen Adelsstand erhoben. Am 29. Januar 1946 wurde ihm zudem der Titel Viscount Alanbrooke, of Brookeborough in the County of Fermanagh, verliehen. Beide Titel gehören zur Peerage of the United Kingdom. Mit den Titeln war ein erblicher Sitz im House of Lords verbunden.
1953 war Brooke bei der Krönung Elisabeths II. als Lord High Constable einer der Great Officers of State, die bei der Krönung besondere Aufgaben übernehmen.
1914 hatte er in erster Ehe Jane Mary Richardson (1881–1925) geheiratet. Mit ihr hatte er eine Tochter, Hon. Rosemary Brooke (* 1918), und einen Sohn, Thomas Brooke, 2. Viscount Alanbrooke (1920–1972). 1929 heiratete er in zweiter Ehe Benita Blanche Pelly (1892–1968), Tochter des Sir Harold Pelly, 4. Baronet. Mit ihr hatte er eine Tochter, Hon. Kathleen Benita Brooke (1931–1961), und einen Sohn, Alan Brooke, 3. Viscount Alanbrooke (1932–2018).
Einer seiner Neffen war Basil Brooke, 1. Viscount Brookeborough, dritter Premierminister Nordirlands.